# Paulo Nobre
Nota: Se procura o cientista brasileiro, consulte Paulo Nobre (meteorologista).

Paulo de Almeida Nobre (São Paulo, 24 de fevereiro de 1968) é um advogado, piloto de rali e trader em Bolsas de Valores brasileiro. Foi presidente da Sociedade Esportiva Palmeiras entre 2013 e 2016.  
É o único cotista do Manitu High Yield Fundo de Investimento de Ações.
Foi o mais jovem presidente do Palmeiras desde 1932, quando Dante Delmanto foi empossado com apenas 25 anos de idade.

## Presidência do Palmeiras

### Eleição
Foi eleito no dia 21 de janeiro de 2013, após vencer o candidato Décio Perin em disputa acirrada. Contou com o apoio dos ex-presidentes Mustafá Contursi e Carlos Bernardo Facchina Nunes. Teve como principal promessa de campanha um "choque de gestão" no Palmeiras para que o tradicional clube do futebol brasileiro tivesse uma administração mais moderna e menos tumultuada do que a observada nos anos que antecederam sua eleição.
Em 29 de novembro de 2014, foi reeleito após vencer o oposicionista Wlademir Pescarmona, sendo o primeiro presidente na história do Palmeiras a ser eleito de forma direta.

### Projetos
Uma das principais metas de Nobre foi transformar o marketing palmeirense, apostando no sistema de sócio-torcedor. Para tanto, complementarmente, o novo mandatário alviverde profissionalizou o departamento de futebol do clube, com a contratação de um, como o próprio diz, "gerentão". O nome contratado para esta função foi o de José Carlos Brunoro, que, em meados dos anos de 1990, passou com sucesso pelo Palmeiras, no auge da parceria com a multinacional italiana Parmalat, e que estava gerenciando o Audax Paulista. Dessa forma, além de poder contratar reforços de melhor calibre, Nobre estancou a pesada dívida, na casa dos R$ 293 milhões, da agremiação paulistana. Dessa maneira, entrou no século XXI, século no qual, segundo o próprio presidente, o clube ainda não havia entrado.
A deterioração da condição econômica do clube, no entanto, tem feito o novo presidente suar mais do que imaginava na função. Ao afirmar que "vende o almoço para pagar a janta", Nobre teve de recusar a manutenção do acordo entre o seu antecessor, Arnaldo Tirone, e o meia argentino Riquelme, dizendo ser uma grande irresponsabilidade bancar a contratação de tal atleta sem ter cotas vendidas no marketing.
Já enfrentou críticas logo no início de sua gestão, tanto por parte da imprensa quanto por parte da torcida, por ter negociado o principal jogador do clube, Hernán Barcos, com o Grêmio sem saber ao menos quais seriam os jogadores que seguiriam do Sul a São Paulo na troca. Marcelo Moreno, o nome mais vultoso do negócio, teria se recusado a deixar Porto Alegre, com seu pai, inclusive, tendo feito declarações ofensivas ao Palmeiras, o qual chamou de "fracassado".
Depois da agressão à delegação palmeirense na volta da Argentina após a derrota diante do Tigre, pela Libertadores, Nobre afirmou que só voltaria a se relacionar com a organizada Mancha Verde se os responsáveis pelo ato fossem entregues. Contudo, ironicamente, os torcedores responderam à atitude do presidente de maneira jocosa, afirmando que querem um clube "forte, digno, vencedor e com espírito NOBRE".
Em 07 de abril de 2013, Nobre revelou que o passe do jovem Leandro, emprestado pelo Grêmio até o final do ano, está fixado em 5 milhões de euros. Assumindo que o valor está fora da realidade palmeirense, o presidente, no entanto, se comprometeu a encontrar esforços para manter o jovem atacante, autor de gol em sua estreia pela seleção brasileira e, pelas boas atuações, ídolo em potencial da torcida alviverde, no clube.
Em 29 de abril de 2014, após uma contratação polêmica, por parte do São Paulo, do então atacante palmeirense Alan Kardec, Paulo Nobre decidiu romper relações políticas com o rival, após o mandatário são-paulino, Carlos Miguel Aidar, chamar a atitude do colega de cargo, que afirmara que a posição do Tricolor, ao contratar Kardec, foi "antiética", de "patética", o que foi considerado por Nobre uma tentativa de "diminuir o nosso alviverde". Foi reeleito, conseguiu o maior patrocínio do futebol brasileiro, estabilizou as contas do Palmeiras, conquistou a Copa do Brasil de 2015 e o Campeonato Brasileiro de 2016, tendo, assim, uma das gestões mais vitoriosas a frente do Palmeiras no século XXI. Deixou a presidência em 14 de dezembro de 2016, sendo sucedido por Maurício Galiotte. 

### Títulos da Gestão
- Campeonato Brasileiro - Série B: 2013
- Copa do Brasil: 2015
- Campeonato Brasileiro: 2016

## Piloto de Rali

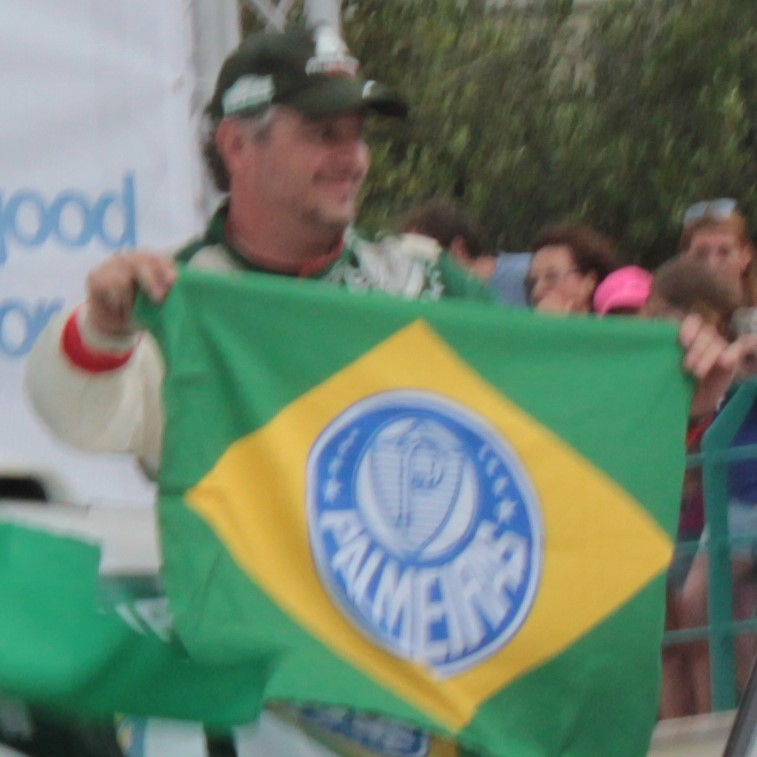
Paulo Nobre em 2012

Paulo Nobre tem carreira como piloto de rali. Tendo disputado etapas do Mitsubishi Motorsport na categoria Turismo, destinada a iniciantes. Conhecido no mundo do rali como "Palmeirinha", montou uma equipe chamada “Palmeirinha Off-Road”, que disputou todo o campeonato da montadora japonesa.
Paulo Nobre correu a 9ª edição do Rally Internacional dos Sertões, a principal prova off-road do Brasil. A bordo de uma Mitsubishi L200 R, conquistou o 4º lugar entre os novatos, 12º entre mais de 40 participantes da categoria Diesel e o 18º lugar na classificação geral da prova entre 86 carros.

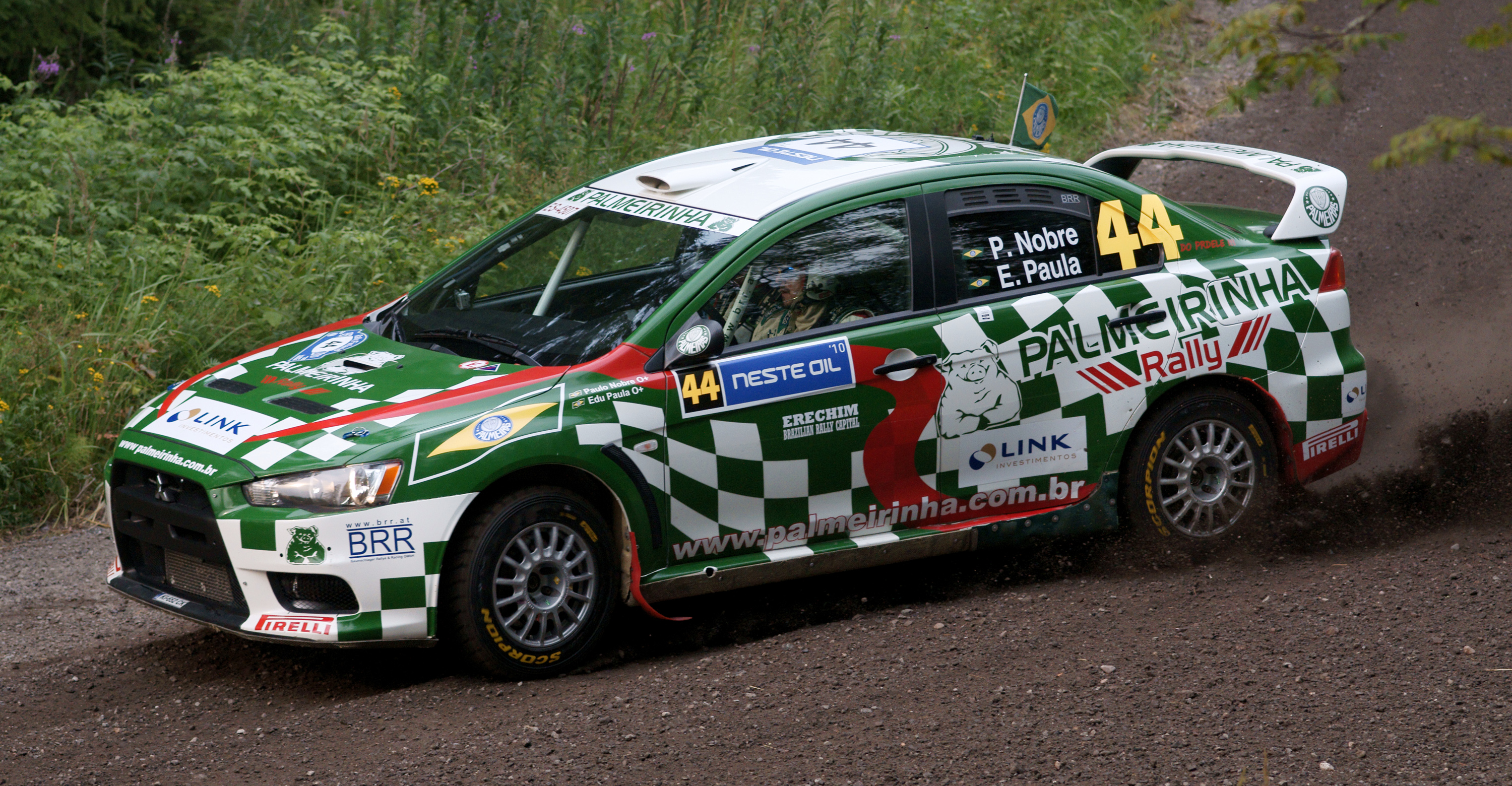
Rali na Finlândia em 2010

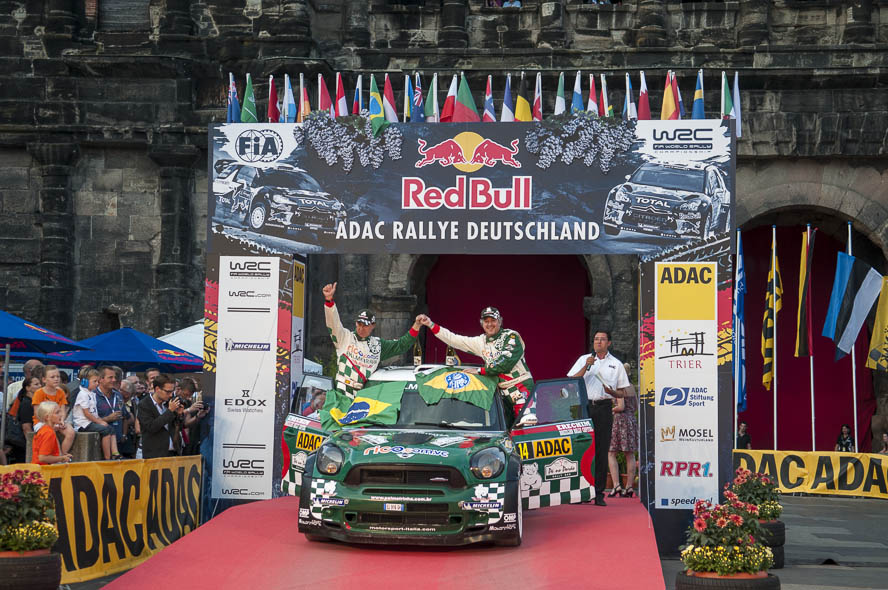
Rali na Alemanha em 2012

Em 2002, Paulo Nobre sagrou-se vice-campeão do Mitsubishi Cup na categoria L200 Light e do Campeonato Paranaense de Velocidade. Com uma Mitsubishi L200 Evolution 3.2 turbo diesel, conquistou o 5º lugar no Campeonato Brasileiro de Rally Cross Country na categoria Super Production Diesel. Ainda neste ano, Nobre disputou pela segunda vez consecutiva o Rally Internacional dos Sertões e terminou a prova em 6º lugar na Super Production Diesel e 11º na classificação geral.  
Fez sua estreia no Campeonato Brasileiro de Rally de Velocidade em 2003. Nobre disputou, paralelamente, a Copa Peugeot e o certame Brasileiro, na categoria A6. Além do Velocidade, Nobre também esteve presente no campeonato Brasileiro de Cross Country e no Mitsubishi Cup. Foi campeão do Mitsubishi Cup, na categoria TR4 R. No Brasileiro de Cross Country, Nobre ficou com a 4ª colocação na categoria Super Production Diesel, sendo vice-campeões do Rally Terra Brasil.
Em 2004, montou a equipe de rali intitulada “Palmeirinha Rally” disputando todas as provas do Campeonato Brasileiro de Cross Country - incluindo o Rally Internacional dos Sertões, do Mitsubishi Cup e do Campeonato Brasileiro de Rally de Velocidade. No Mitsubishi Cup, a equipe ficou com o vice-campeonato na TR4 R. Outro vice-campeonato veio no Campeonato Brasileiro de Rali de Velocidade, pela categoria N2, com cinco vitórias em sete etapas realizadas e apenas um ponto a menos que a dupla campeã. Já no Cross Country, terminou o certame brasileiro na 5ª colocação na categoria Super Production Diesel.
A equipe fez sua estreia em competições fora do Brasil em 2005 conquistando o título do Campeonato Sulamericano de Rally de Velocidade. Na Mitsubishi Cup, Nobre ficou com o 5º lugar na L200 RS Master em seu ano de estreia na categoria. No Cross Country, a equipe ficou na 3ª posição na Super Production Diesel e na 6ª posição na categoria N2 do Brasileiro de Velocidade, além de estrear com um 2º lugar na categoria N4 na última etapa do campeonato. 
Em 2006, Paulo Nobre fez sua estreia na maior competição off-road do mundo, o Rally Lisboa-Dakar, mas um problema mecânico o tirou ainda no 4ª dia de competição. Neste ano, correu a Copa do Mundo de Rally Cross Country e durante a temporada foi contratado para ser piloto da equipe oficial BMW, a New Dimention X-Raid. Participou do Rally Internacional dos Sertões com a X-Raid e venceu 4 das 10 especiais.
No ano de 2007, Nobre voltou ao Dakar, depois de disputar a primeira etapa do Mundial de Rally Cross Country, acabou se desentendendo com a equipe BMW e deixou as provas de rali por dois anos.
Em 2009, Nobre voltou às trilhas. Disputou os campeonatos Sulamericano, Brasileiro e Gaúcho de Rally de Velocidade. Terminou o ano como campeão gaúcho e fez a sua estreia na principal categoria do rali de velocidade, o campeonato mundial. Nobre disputou o Rally da Grã-Bretanha pela P-WRC (Campeonato Mundial de Produção), a bordo de um Mitsubishi Lancer Evo X preparado pela equipe BRR Red Bull.
Dando continuidade ao projeto iniciado no ano anterior, em 2010, Nobre foi o primeiro piloto a disputar uma temporada completa do WRC, na categoria P-WRC, encerrando a temporada na 15ª posição. Paralelo a isso, também disputou o Campeonato Sulamericano de Rally, no qual obteve sua primeira vitória na classificação geral de uma prova. A conquista ocorreu no Chile, penúltima etapa do certame.
O ano de 2010 também marcou o retorno do piloto ao Rally Internacional dos Sertões, o qual não disputava desde 2008. Conquistou a 3ª colocação na classificação geral da prova a bordo de uma BMW X3, da equipe New Dimension X-Raid, além da vitória na categoria T1 FIA.